# 头泉站
头泉站位于河北省石家庄市井陉县上安镇头泉村东，是石太铁路上的一个铁路车站，始建于1905年，距离太原站206公里，距离石家庄站25公里，隶属于北京铁路局，现为四等站。该站占地面积131966.48平方米，其中站舍（包括行车室、货运室）365平方米，货物仓库面积85平方米。车站设旅客站台2座，货物站台1座。站内设8股道，其中到发线3条，货物线3条，专用线2条，为双线自动闭塞，6502电器集中连锁。主要办理石灰、石料、碳酸钙粉等货运业务。站内输出铁路专用线两条，即32库线、1222库线，总长约2.86公里。